# 김도윤 (2005년 5월)
김도윤(金度潤, 2005년 5월 18일 ~ )는 대한민국의 축구 선수로, 포지션은 공격형 미드필더, 왼쪽 윙어이다. 현재 K리그1 수원 FC 소속이다.